# Albert Poldesz
Albert Poldesz (Ráksi, 11 ottobre 1925 – Basilea, 23 aprile 1997) è stato un poeta ungherese.

## Opere
- Hallgatni, szólni szabadon[3]
- Éled az erdő[4]
- Pipics[5]